# Жан де Рейн
Жан де Рейн ( фр. Jean de Reyn 1610, Дюнкерк — 1678) — південнонідерландський художник доби бароко. Створював біблійні картини і портрети.

## Життєпис
Народився в місті Дюнкерк. Художню освіту здобув у відомому художньому центрі Антверпені. Він познайомився з Антонісом ван Дейком, що був старшим за нього на одинадцять років. Молодики зблизились і почали працювати разом, тим паче що ван Дейк потребував помічників. 
Жан де Рейн (як і талановитий Адріан Ганнемен) мало чим поступався у обдарованості рано виборовшому популярність Антонісу ван Дейку, а у портретному жанрі був його суперником і помічником. Саме Жан де Рейн супроводжував Антоніса ван Дейка у Англію, коли той отримав запрошення на працю до короля Карла І. Саме з портретами роботи Адріана Ганнемена та Жана де Рейна потім будуть плутати портрети роботи ван Дейка. 
Про метод роботи портретиста розповів замовник ван Дейка Еберхард Ябах, а записав Роже де Піль : «Впродовж дня клієнти приходили на позування лише на одну годину. Початок і закінчення тої години відбивали дзвоники годинника. Ван Дейк робив на папері детальний малюнок обличчя та пози пастелями та графітом. Його переносили на полотно. П'ять або шість помічників малювали одяг, руки і тло. Аби виходило достовірно, садовили чи ставили натурщиків, жінок чи чоловіків. На другий (і останній сеанс позування) Ван Дейк особисто правив недоліки, допрацьовував обличчя і те, що зробили помічники.» Портрет був готовий. У створенні численних портретів майстерні ван Дейка брав участь і Жан де Рейн, досить самостійний як митець. Він працюватиме у Англії до ранньої смерті Антоніса ван Дейка.
Митець повернувся у Дюнкерук, де працював по замовам місцевих церков і монастиря. Створив низку портретів. Помер у 1678 році.

## Вибрані твори

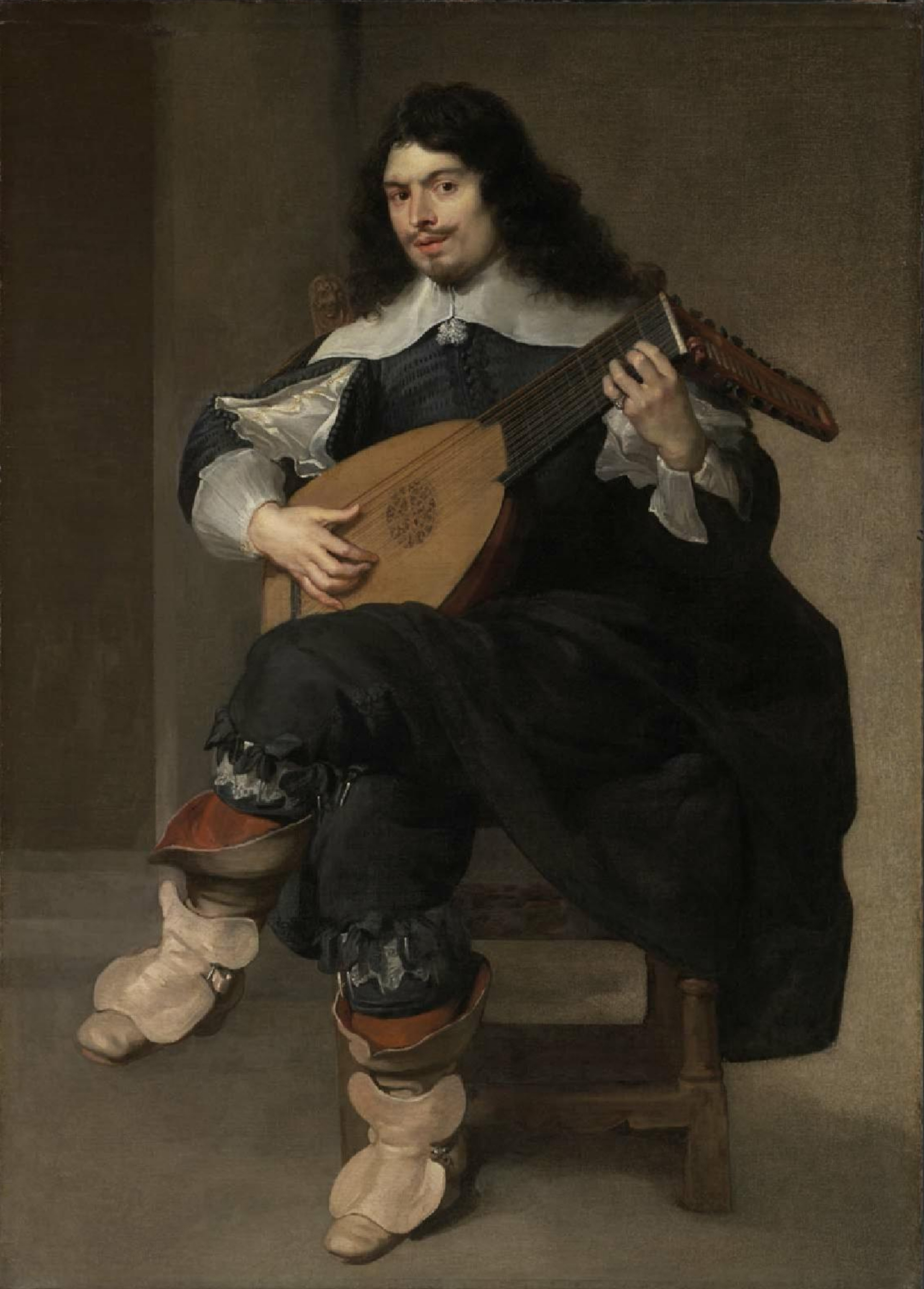
Жан де Рейн. «Невідомий з лютнею», 17 ст.(бл. 1640 р.) Музей витончених мистецтв (Бостон)

- «Невідомий з лютнею», бл. 1640 р., Музей витончених мистецтв (Бостон)
- «Поклоніння волхвів», церква Сен-Мартен, місто Берг.
- «Герб короля Луї  XIV»
- «Урочистий в'їзд короля Франції Луї  XIV у місто Дюнкерк»